# Solomon (raper)
Solomon Raymond Barnett, znany jako Solomon (ur. 5 stycznia 1987 r. w San Diego w stanie Kalifornia, USA) – amerykański raper, producent muzyczny.
Został odkryty przez wytwórnię płytową SolRay Records. Początkowo zajmował się freestyle'em.
Jest otwartym gejem.

## Dyskografia
- 2008: Rhyting Rhymes Vol. 1
- 2008: Rhyting Rhymes Vol. 2
- 2009: Shades of Black – EP

### Rhyting Rhymes Vol. 1iVol. 2
Album Rhyting Rhymes Vol. 1 nagrywany był od stycznia do kwietnia 2008 roku. Solomon za cel swoich nagrań obrał popularne utwory muzyczne – m.in. "Pretty Boy" girlsbandu Danity Kane – które następnie poddał parodystycznej obróbce. Ostatecznie na płycie znalazło się dwadzieścia osiem piosenek. Po promocji albumu, raper został nakłoniony do stworzenia jego kontynuacji. Krążek Rhyting Rhymes Vol. 2 stworzono jeszcze tego samego roku; jego realizacja rozpoczęła się w maju, a zakończyła w lipcu. Na drugim studyjnym albumie Solomona zawarto dwadzieścia siedem utworów, w tym cover słynnego "How Many Licks?" raperki Lil' Kim.

### Shades of Black
Trzeci album Solomona, którego nagrywanie rozpoczęto w październiku roku 2008, wydano jako EP. Początkowo jego premiera miała mieć miejsce 6 stycznia 2009 roku, ostatecznie jednak odbyła się ona latem tegoż roku. Singlem promującym płytę został utwór "Hallucination".